# Grande Cometa de 1744
O Grande Cometa de 1744 (C/1743 X1, conhecido também como o Cometa de Cheseaux ou Cometa Klinkenberg-Cheseaux), foi um cometa espetacular observado em 1743 e 1744. Foi descoberto de forma independente no final de novembro 1743 por Jan de Munck, na segunda semana de dezembro por Dirk Klinkenberg e, quatro dias depois, por Jean-Philippe de Chéseaux. Ficou visível a olho nu por vários meses durante 1744 e exibiu efeitos surpreendentes e incomuns no céu. Sua magnitude absoluta - ou brilho intrínseco - de 0,5 foi o sexto mais elevado o sexto na história. Sua magnitude aparente pode ter alcançado a -7 , sendo classificado entre os "grandes cometas". Este cometa é notabilizado especialmente devido ao desenvolvimento de um "leque" de seis caudas depois de o cometa atingir seu periélio.

## Descoberta
O cometa foi descoberto em 29 de novembro de 1743 por Jan de Munck em Midelburgo, Países Baixos, sendo descoberto independentemente em 9 de dezembro de 1743 por Klinkenberg em Haarlem, também nos Países Baixos, e por Chéseaux, no observatório em Lausana, Suíça, em 13 de dezembro. Cheseaux, no momento de sua descoberta, declarou que o cometa não era dotado de uma cauda e que se assemelhava a uma estrela nebulosa de terceira magnitude. Chéseaux também mediu a coma do cometa em cinco minutos de grau no céu visível.
O cometa brilhou constantemente quando se aproximava do periélio. Em 18 de fevereiro de 1744, o cometa estava tão brilhante quanto o planeta Vênus (com uma magnitude aparente de -4,6) e neste momento apresentava uma cauda dupla.

## Periélio, "seis caudas"
O cometa atingiu o periélio em 1 de março de 1744, quando estava a 0,2 unidades astronômicas do Sol. Nesse momento, estava suficientemente brilhante para ser observado à luz do dia a olho nu. Assim que se afastou de periélio, desenvolveu uma cauda espectacular  - estendendo-se bem acima do horizonte, enquanto o núcleo do cometa permanecia invisível devido ao nascer do Sol. No início de março de 1744, Cheseaux e vários outros observadores relataram um fenômeno extremamente incomum - Um "leque" de seis caudas separadas estendeu-se acima do horizonte.
A estrutura da cauda era um enigma para os astrónomos durante muitos anos. Apesar de outros cometas tivessem exibido caudas múltiplas, o cometa de 1744 foi único por ter seis. Tem sido sugerido que o "leque" de caudas foi gerado por até três fontes ativas no seu núcleo, expostos à radiação solar como a rotação do núcleo. Também tem sido proposto que o fenômeno das múltiplas caudas era um exemplo muito proeminente de "estrias de poeira" vistas na cauda de alguns cometas, como o Cometa C/2006 P1 (McNaught) e o Cometa West.

## Observações no hemisfério sul e na Ásia
Cheseaux, em 9 de março, foi o último observador conhecido no hemisfério norte a ver o cometa, mas o cometa permaneceu visível para observadores no hemisfério sul. Alguns relatos dizem que o comprimento da cauda chegou a aproximadamente 90 graus em 18 de março. Depois de 22 de abril de 1744 o cometa não mais foi observado.
O cometa foi observado também por astrônomos chineses. Pesquisadores descobriram que algumas das observações chinesas descreveram sons audíveis associados com o cometa, que podem, se for verdade, ser resultado da interação de partículas com a magnetosfera da Terra, como às vezes acontecem quando existem auroras.
Entre aqueles que viram o cometa estavam Charles Messier, então com treze anos de idade, sobre quem o cometa teve um efeito profundo e inspirador. Ele passou a se tornar uma figura importante na astronomia, e mais tarde descobriu muitos cometas durante as suas observações.